# 手話通訳

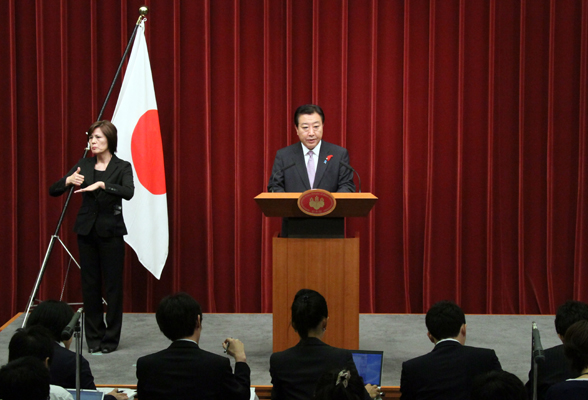
野田佳彦内閣総理大臣の会見での手話通訳（左）（2012年10月1日）

手話通訳（しゅわつうやく）は音声言語・手話間、または異なる手話間（例えば国際手話と日本手話）を変換して通訳すること、またはその行為をする人（手話通訳者）自体をさす場合もある。

## 手話通訳の仕組み
通訳者から見える位置にいるフィーダー(ここでは手話通訳を行う際に置かれる、起点言語の情報を伝える中継ぎの通訳者)がおおまかな情報を伝える。そして情報を読み取った通訳者から通訳する

## 歴史

### 手話通事の時代
日本では戦前、手話通訳のことを「手話通事」と呼んでいた。この頃は、手話通事の数は少数であり絶対的に足りなかった。また、聾者（ろう者）などの聴覚障害者に対する一般社会からの差別や偏見が厳しい時代でもあった。

### みみずく手話通訳団の活動
1963年に日本で最も古い手話サークル「みみずく」が京都市で発足した。当時は聾学校で手話が禁止され、手話通訳もいなかったため、聾者が聞こえる人と出会う機会は今よりずっと少なかった。
1967年に「みみずく」は日本初の手話通訳団である「みみずく手話通訳団」を結成した。ボランティアの手話通訳が市役所などの行政窓口での手話通訳の活動を始めた。こうした活動が評価されて1969年に京都市は、手話通訳を職員として採用した。
手話通訳の制度が誕生するきっかけとなり、やがて全国に波及していった。

### 手話と口話法の論争
日本で最初の聾学校は、1878年に古河太四郎が設立した京都盲唖院である。ここに31名の聾唖生徒が入学し、日本の手話が誕生した。
しかし、しだいに聾学校では、手話で教育する方式と、口話法という、聾児に発音を教え、相手の口の形を読み取らせる教育方式の2つの流派に分かれていった。両者は長い間論争して対立していた。日本では、戦後の長い期間、聾学校などの教育現場では、手話は排除される傾向にあった。
1970年代の初め頃になり、転機が訪れて手話に対する再評価の動きが生まれて地域の手話サークルの活動が活発化して徐々に手話が普及していった。やがて、手話奉仕員や認定手話通訳者などの制度が整備されてきた。
1989年（平成元年）になって厚生労働大臣認定の手話通訳士の資格ができると、手話や聴覚障害者を題材にしたテレビドラマの影響などで一般社会にも認知度が高まってきた。

### 近年の手話通訳
自治体など公的機関における会見において、手話通訳者が同席する機会が増えた。毎日新聞の取材に応じた手話通訳者によると「聞いたことをそのまま表現するのではなく、自分の中で意味をかみ砕き、分かりやすく伝えることが必要」と話し、その為に普段から新聞やニュースに触れ、置き換えられる言葉の引き出しをたくさん持っておくことが大切になる、と語っている。

## 手話通訳の資格制度

### 厚生労働大臣認定の手話通訳士
厚生労働省が聴力障害者情報文化センターに実施を委託している手話通訳技能認定試験に合格し、聴力障害者情報文化センターに登録することで資格が得られる。手話通訳士は業務独占ではなく、名称独占にとどまっており、この資格が無ければ通訳ができないという場面は政見放送や裁判などのごく一部に限定されている。厚生労働大臣認定の手話通訳士の資格を持つ人は2022年12月1日現在で3,932人。「手話通訳技能認定試験」は1989年（平成元年）から始まり、現在までの平均合格率は約14%となっている。

### 都道府県認定の手話通訳者(民間資格）
都道府県ごとに「都道府県認定の手話通訳者」として試験が行われており合格者が手話通訳を担う。手話通訳者の養成は主に都道府県が認定した民間機関（全国手話研修センター）が実施する手話通訳者全国統一試験に合格しなければならない。手話通訳者全国統一試験に合格した後、都道府県の独自審査に合格すると「都道府県認定の手話通訳者」となる。
都道府県の手話通訳者認定制度には法的根拠は無く、都道府県独自の制度を持つ場合もある。通訳者を養成するため、手話通訳者養成講座が開講されており基本課程及び応用課程そして実践課程に分けられるが、修了者には修了証が交付される。受験するためには養成講座修了者の他同一カリキュラムを経た養成校などを修了した者も受験資格が与えられる。

### 市町村の手話奉仕員
市町村で手話通訳士や都道府県認定の手話通訳者が足りない場合は手話奉仕員が手話通訳を担うこともある。手話奉仕員の養成は障害者総合支援法に基づいて行われている。市町村の手話奉仕員になるためには、市町村が実施する手話奉仕員養成講座の修了が必要である。手話奉仕員養成講座は入門課程と基礎課程に分かれており、基礎課程を修了し、登録すると手話奉仕員となる。
奉仕員とはボランティアと同じ意味であって、聴覚障害者の生命や権利に関わる通訳業務は担うべきではない。
知識的、技術的な面で、手話通訳とは異なるもので、はっきりとした技術の差が見られる。

## 手話検定
民間資格として全国手話検定試験と手話技能検定という検定試験がある。これらの検定試験は、ろう者との手話でのコミュニケーション能力を問うための検定試験である。

## 登録手話通訳者
手話通訳が必要な個人・団体に対し、手話通訳を派遣する制度（＝手話通訳派遣事業）で、派遣される通訳者を（手話通訳者派遣事業）登録（手話）通訳者と称している。1970年に当時の厚生省により手話奉仕員養成事業が始まって以降、手話通訳が公的保障されるべきとの理念と養成されたボランティアの技術の生かし場所としてのいわゆる「おとしどころ」という妥協の中で、都道府県、ならびに市町村で次々と制度が作られていった。
2006年「障害者自立支援法」施行の中で手話通訳が地域生活支援事業のひとつとして正式に位置づけられた。今後市町村での制度拡充が期待される反面、定率負担という考え方が導入される恐れがある。この動きに対して全日本ろうあ連盟等関係団体が「聴覚障害者のコミュニケーションの権利を奪うものだ」として、従来の公的負担を引き続き行っていくよう求めている。

## 手話通訳の養成校
福祉関係の学校ではカリキュラム内に手話を取り入れているところもあるが、主に手話のさわり、もしくは簡単な会話が出来る程度のものであり、手話通訳が出来るレヴェルにはなっていない。手話通訳が出来るレヴェルまで組み立てているカリキュラムを持つ学校は数少ない。
手話通訳者の養成を行っている次のような学校がある。
- 国立障害者リハビリテーションセンター学院手話通訳学科

## 手話通訳者の倫理
手話通訳者の倫理を定めたものとして1997年（平成9年）5月4日に日本手話通訳士協会が定めた7項目から成る「手話通訳士倫理綱領」がある。これには、人権擁護、聴覚障害者の主体的社会参加への支援、倫理観の遵守、守秘義務、技術及び知識の向上、人権侵害や反社会的目的への関与に関する注意、研究・実践への積極的参加について書かれている。

## 職業病
- 頸肩腕症候群

手や腕、肩を酷使する手話通訳を長く続けていると、次第に手、腕、肩の部分が痛くなる。症状が進むと個々に症状は違いがあるが、腕が使えなくなり、めまい、立ちくらみ、眼精疲労、精神神経症的な症状等々が発症し、手話通訳が出来なくなってしまう。
頸肩腕症候群は長時間にわたる同一姿勢での作業で症状が誘発、悪化するため、職業病的要素をはらんでいる。
手話通訳者だけでなく、保育士、看護師、介護士、長期にわたるVDT作業をする人、ミシン縫製、アイロンがけ、クラシック音楽の指揮者も患う職業病である。また、近年では手話講師を務めるろう者の間にも見受けられる。
予防策としては手話通訳を長時間続けない、適度に休みを取る、上肢への負担の軽減、作業環境の改善、精神的な緊張の緩和などがある。